# Luca Badoer
Luca Badoer (* 25. Januar 1971 in Montebelluna) ist ein ehemaliger italienischer Automobilrennfahrer. Er startete zwischen 1993 und 2009 bei 51 Großen Preisen zur Formel-1-Weltmeisterschaft. Badoer erzielte in keinem seiner Formel-1-Rennen Weltmeisterschaftspunkte und hält damit den Rekord der meisten Rennen ohne Punkteplatzierung. Von 1998 bis 2010 war Badoer offizieller Testfahrer des italienischen Traditionsteams Ferrari. 2009 ersetzte er den verletzten Felipe Massa als Grand-Prix-Pilot der Scuderia für zwei Rennen.

## Karriere

### Anfänge im Motorsport
Badoer begann seine Motorsportkarriere 1985 im Kartsport, den er bis 1988 ausübte. Unter anderem wurde er 1987 und 1988 italienischer Kart-Meister. 1989 gab er bei zwei Rennen der italienischen Formel-3-Meisterschaft sein Debüt im Formelsport. Nachdem der Italiener 1990 mit einem Sieg den 10. Gesamtrang belegt hatte, wurde er 1991 mit drei Siegen Vierter in der Gesamtwertung. 1992 wechselte Badoer in die Formel 3000 und startete für den italienischen Rennstall Crypton Engineering. Er gewann vier von zehn Rennen und sicherte sich damit den Meistertitel der Formel 3000.

### Formel 1
1993 debütierte Badoer in der Formel 1. Vor Saisonbeginn hatten einige Rennställe Interesse an einer Verpflichtung Badoers angemeldet, allen voran das britische Team Tyrrell, das dem Italiener einen auf fünf Jahre angelegten Vertrag anbot. Badoer entschied sich indes für den italienischen Rennstall BMS Scuderia Italia, der mit einem nicht konkurrenzfähigen Auto ein schwieriges Jahr durchleben sollte. Mit dem von Lola gebauten, viel zu schweren Chassis, das zudem nicht verwindungssteif genug war, hatte Badoer ebenso wie sein Teamkollege, der wesentlich erfahrenere Michele Alboreto, erhebliche Probleme. Badoer debütierte beim Großen Preis von Südafrika, konnte aber weder dort noch bei den folgenden Rennen Punkte einfahren. Seine beste Platzierung war ein siebter Platz, sodass er zumindest das teaminterne Duell gegen Alboreto für sich entschied. Als das BMS-Team zwei Rennen vor Saisonende die Tore schloss, stand Badoer ohne Renncockpit da.

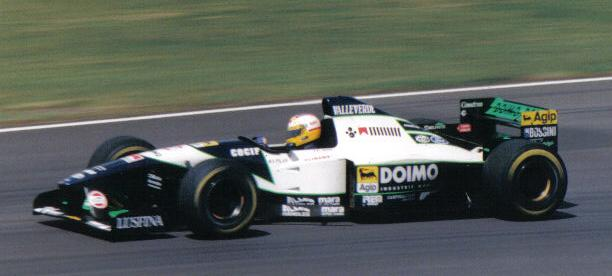
Badoer beim Großen Preis von Großbritannien 1995

1994 wurde Badoer Testfahrer beim italienischen Rennstall Minardi. Nachdem sein ehemaliger Teamkollege Alboreto seine Formel-1-Karriere zum Saisonende beendet hatte, erhielt Badoer dessen Minardi-Cockpit für die Saison 1995. Er erreichte zwar bei einigen Rennen eine Platzierung unter den besten zehn Piloten, jedoch gelang es ihm erneut nicht Punkte einzufahren. 1996 wechselte Badoer zu Forti. Er scheiterte bei vier Rennen an der 107-Prozent-Regel, ein neuer Qualifikationsmodus, der diejenigen Fahrer von der Rennteilnahme ausschloss, deren Rundenzeiten mehr als 107 Prozent des schnellsten Fahrers betrug. Bei den Rennen, an denen er teilnehmen konnte, blieb er abermals ohne Punkte. Wegen finanzieller Probleme musste Forti die Saison vorzeitig beenden und Badoer verließ zunächst die Formel 1.

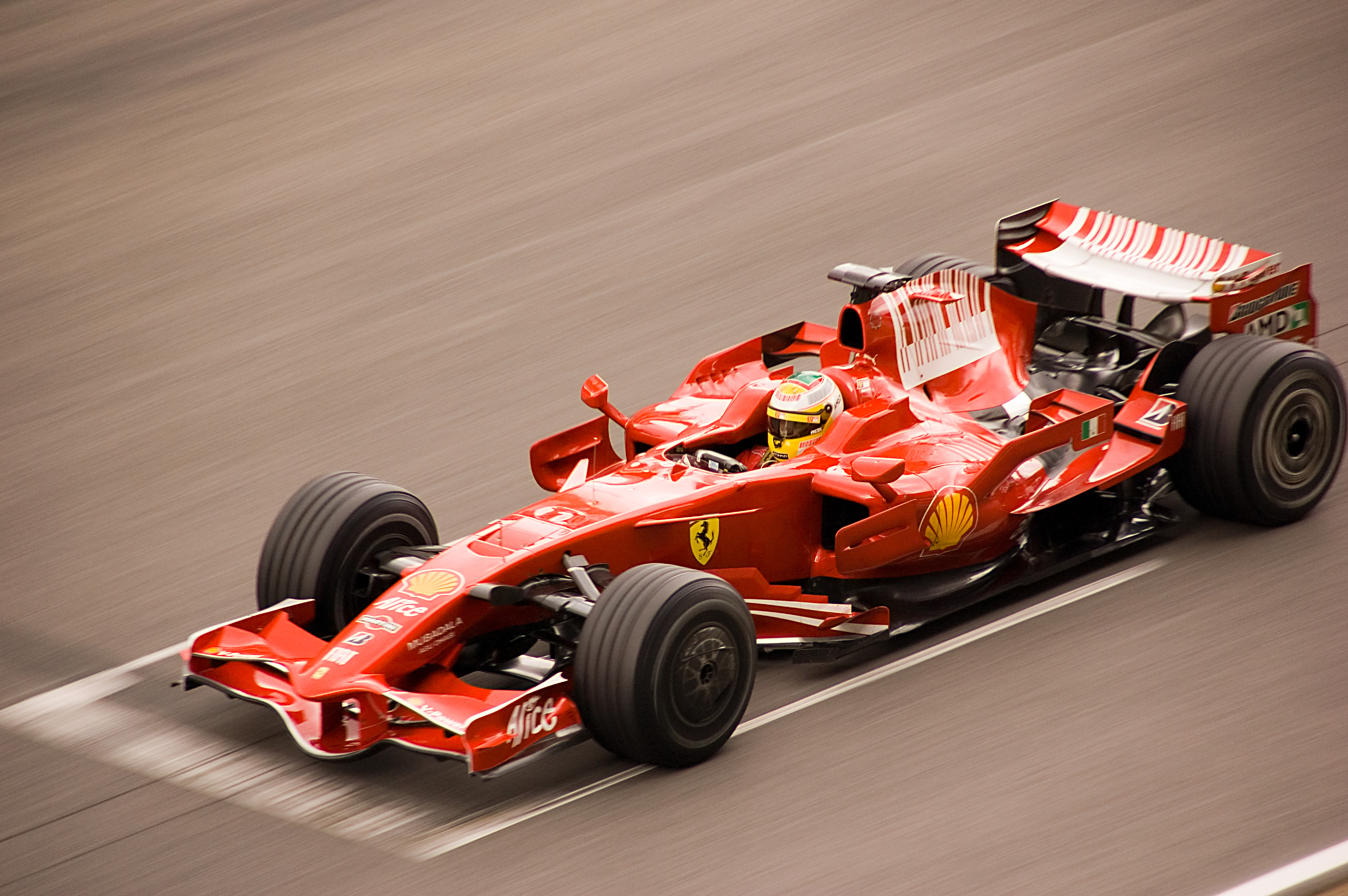
Badoer bei der Testarbeit für die Scuderia, 2008 am Circuit de Catalunya

1997 trat er bei sieben Rennen der FIA-GT-Meisterschaft an und blieb auch hier ohne Punkte. Für die Saison 1998 wurde er von Ferrari als Formel-1-Testfahrer unter Vertrag genommen. Nachdem er 1998 keine Rennen bestritten hatte, kehrte er 1999 – parallel zu seinem Engagement als Testfahrer – für Minardi als Einsatzpilot in die Formel 1 zurück. Nachdem sich Michael Schumacher während der ersten Runde zum Großen Preis von Großbritannien in Silverstone das rechte Bein gebrochen hatte, machte sich Badoer berechtigte Hoffnungen, Schumachers Ersatzpilot zu werden. Die Scuderia aus Maranello entschied sich jedoch gegen ihren Testfahrer, der in der Regel immer auch der Ersatzfahrer war, und für den Finnen Mika Salo. Jean Alesi, dem zunächst das Cockpit angeboten worden war, kritisierte sein ehemaliges Team für die Entscheidung gegen Badoer. Beim Großen Preis von Europa auf dem Nürburgring sah es lange Zeit nach einem Achtungserfolg für Badoer aus: Bis 13 Runden vor Schluss lag Badoer auf einem für Minardi ungewohnten vierten Platz. Allerdings kam es zu einem Getriebeschaden an seinem Minardi. Er musste das Rennen beenden und brach in Tränen aus, nachdem er das Auto verlassen hatte. Ironischerweise profitierte sein Teamkollege Marc Gené, der zunächst Siebter war, von Badoers Ausfall und holte die ersten Punkte für Minardi in der Saison.
Nachdem er für die nächste Saison kein Renncockpit erhalten hatte, konzentrierte sich Badoer auf seinen Posten als Test-Ersatzfahrer bei Ferrari. In seiner Zeit als Testfahrer gewann Ferrari achtmal den Konstrukteursweltmeistertitel. Neben seinen Einsätzen als Testfahrer, durfte er im Jahr 2006 bei der Eröffnungsfeier der Olympischen Winterspiele in Turin in einem Formel-1-Ferrari einige Burn-outs zeigen.

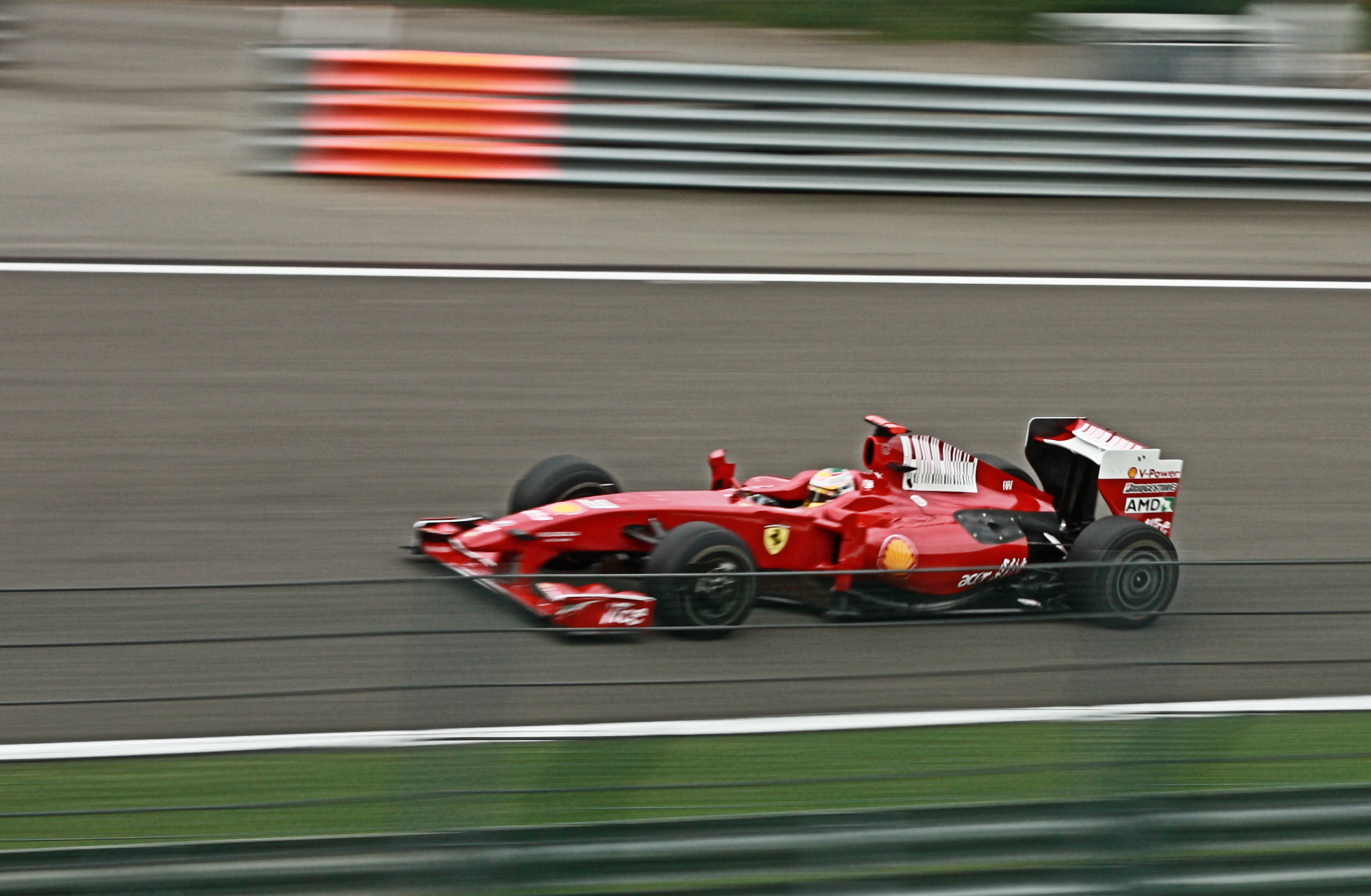
Nach fast zehn Jahren kehrte Badoer 2009 für zwei Rennen in die Formel 1 zurück

Nach dem schweren Unfall von Felipe Massa am 26. Juli 2009 beim Großen Preis von Ungarn auf dem Hungaroring und der Absage von Michael Schumacher wurde Badoer am 11. August von der Scuderia Ferrari als Ersatzfahrer für den Großen Preis von Europa auf dem Valencia Street Circuit nominiert. Er kehrte somit nach fast zehn Jahren ohne Renneinsatz als aktiver Pilot in die Formel 1 zurück. Außerdem wurde er der erste italienische Ferrari-Pilot seit 1994. Beim Freitagtraining sorgte er für einen ungewöhnlichen Rekord, als er viermal zu schnell in der Boxengasse fuhr. Im Rennen wurde er in der Boxengasse vom Formel-1-Neuling Romain Grosjean überholt, bevor er das Rennen als Vorletzter beendete. Beim Großen Preis von Belgien in Spa-Francorchamps, den sein Teamkollege Kimi Räikkönen gewinnen konnte, wurde er Letzter. Der Italiener blieb das gesamte Rennen chancenlos am Ende des Feldes, aber erzielte mit Hilfe eines flach eingestellten Frontflügels mehrfach die Bestzeit im ersten Sektor. Badoer litt unter dem damaligen Testreglement, das Testfahren während der Saison verbot, und er somit keine Rennpraxis hatte. Wegen der enttäuschenden Leistungen wurde er nach diesen zwei Rennen durch seinen Landsmann Giancarlo Fisichella ersetzt, der jedoch auch nicht erfolgreicher war. Nach dem Ende der Saison 2010 endete nach 13 Jahren Badoers Zeit als Testpilot bei Ferrari.

#### Sonstiges
Badoer hält den Negativrekord, derjenige Pilot mit den meisten Grand-Prix-Starts (51) zu sein, der niemals einen Weltmeisterschaftspunkt erzielte. Allerdings muss erwähnt werden, dass er diesen Negativrekord nicht belegen würde, wenn in den 1990er Jahren ein anderes Punktesystem existiert hätte. So hätte Badoer nach dem Formel-1-Punktesystem von 2003 bis 2009 fünf Punkte erzielt; nach dem Punktesystem, welches seit 2010 verwendet wird, wären es 26 Zähler.

## Privates
Sein Sohn Brando Badoer ist ebenfalls Rennfahrer. Er startet 2024 in der Formula Regional European Championship für das Team Van Amersfoort Racing. Im Oktober 2024 wurde er von McLaren Racing in deren Nachwuchsprogramm aufgenommen und wird 2025 für das Team Prema Racing in der FIA-Formel-3-Meisterschaft an den Start gehen.

## Statistik

### Karrierestationen
| - 1985–1988: Kartsport - 1989: Italienische Formel-3-Meisterschaft - 1990: Italienische Formel-3-Meisterschaft (Platz 10) - 1991: Italienische Formel-3-Meisterschaft (Platz 4) - 1992: Internationale Formel-3000-Meisterschaft (Meister) - 1993: Formel 1 - 1994: Formel 1 (Testfahrer) - 1995: Formel 1 | - 1996: Formel 1 - 1997: FIA-GT-Meisterschaft, GT1-Klasse - 1998: Formel 1 (Testfahrer) - 1999: Formel 1 (Platz 23) - 2000: Formel 1 (Testfahrer) - 2001: Formel 1 (Testfahrer) - 2002: Formel 1 (Testfahrer) - 2003: Formel 1 (Testfahrer) | - 2004: Formel 1 (Testfahrer) - 2005: Formel 1 (Testfahrer) - 2006: Formel 1 (Testfahrer) - 2007: Formel 1 (Testfahrer) - 2008: Formel 1 (Testfahrer) - 2009: Formel 1 (Platz 25) - 2010: Formel 1 (Testfahrer) |

### Statistik in der Formel 1

#### Gesamtübersicht
| Saison | Team                      | Chassis            | Motor           | Rennen | Siege | Zweiter | Dritter | Poles | schn. Rennrunden | Punkte | WM-Pos. |
| ------ | ------------------------- | ------------------ | --------------- | ------ | ----- | ------- | ------- | ----- | ---------------- | ------ | ------- |
| 1993   | BMS Scuderia Italia       | Lola T93/30        | Ferrari 3.5 V12 | 12     | –     | –       | –       | –     | –                | –      | –       |
| 1995   | Minardi Scuderia Italia   | Minardi M195       | Ford 3.5 V8     | 16     | –     | –       | –       | –     | –                | –      | –       |
| 1996   | Forti Grand Prix          | Forti FG01B / FG03 | Ford 3.0 V8     | 6      | –     | –       | –       | –     | –                | –      | –       |
| 1999   | Fondmetal Minardi Ford    | Minardi M01        | Ford 3.0 V10    | 15     | –     | –       | –       | –     | –                | –      | 23.     |
| 2009   | Scuderia Ferrari Marlboro | Ferrari F60        | Ferrari 2.4 V8  | 2      | –     | –       | –       | –     | –                | –      | 25.     |
| Gesamt | Gesamt                    | Gesamt             | Gesamt          | 51     | –     | –       | –       | –     | –                | –      |         |

#### Einzelergebnisse
| Saison | 1   | 2   | 3   | 4   | 5   | 6   | 7   | 8   | 9   | 10  | 11  | 12  | 13  | 14  | 15  | 16  | 17 |
| ------ | --- | --- | --- | --- | --- | --- | --- | --- | --- | --- | --- | --- | --- | --- | --- | --- | -- |
| 1993   |     |     |     |     |     |     |     |     |     |     |     |     |     |     |     |     |    |
| DNF    | 12  | DNQ | 7   | DNF | DNQ | 15  | DNF | DNF | DNF | DNF | 13  | 10  | 14  |     |     |     |    |
| 1995   |     |     |     |     |     |     |     |     |     |     |     |     |     |     |     |     |    |
| DNF    | DNF | 14  | DNF | DNF | 8   | 13  | 10  | DNF | 8   | DNF | DNF | 14  | 11  | 15  | 9   | DNS |    |
| 1996   |     |     |     |     |     |     |     |     |     |     |     |     |     |     |     |     |    |
| DNQ    | 11  | DNF | DNQ | 10  | DNF | DNQ | DNF | DNF | DNQ |     |     |     |     |     |     |     |    |
| 1999   |     |     |     |     |     |     |     |     |     |     |     |     |     |     |     |     |    |
| DNF    | INJ | 8   | DNF | DNF | 10  | 10  | DNF | 13  | 10  | 14  | DNF | DNF | DNF | DNF | DNF |     |    |
| 2009   |     |     |     |     |     |     |     |     |     |     |     |     |     |     |     |     |    |
|        |     |     |     |     |     |     |     |     |     | 17  | 14  |     |     |     |     |     |    |

| Legende  | Legende            | Legende                                                          |
| Farbe    | Abkürzung          | Bedeutung                                                        |
| -------- | ------------------ | ---------------------------------------------------------------- |
| Gold     | –                  | Sieg                                                             |
| Silber   | –                  | 2. Platz                                                         |
| Bronze   | –                  | 3. Platz                                                         |
| Grün     | –                  | Platzierung in den Punkten                                       |
| Blau     | –                  | Klassifiziert außerhalb der Punkteränge                          |
| Violett  | DNF                | Rennen nicht beendet (did not finish)                            |
| Violett  | NC                 | nicht klassifiziert (not classified)                             |
| Rot      | DNQ                | nicht qualifiziert (did not qualify)                             |
| Rot      | DNPQ               | in Vorqualifikation gescheitert (did not pre-qualify)            |
| Schwarz  | DSQ                | disqualifiziert (disqualified)                                   |
| Weiß     | DNS                | nicht am Start (did not start)                                   |
| Weiß     | WD                 | zurückgezogen (withdrawn)                                        |
| Hellblau | PO                 | nur am Training teilgenommen (practiced only)                    |
| Hellblau | TD                 | Freitags-Testfahrer (test driver)                                |
| ohne     | DNP                | nicht am Training teilgenommen (did not practice)                |
| ohne     | INJ                | verletzt oder krank (injured)                                    |
| ohne     | EX                 | ausgeschlossen (excluded)                                        |
| ohne     | DNA                | nicht erschienen (did not arrive)                                |
| ohne     | C                  | Rennen abgesagt (cancelled)                                      |
| ohne     | keine WM-Teilnahme |                                                                  |
| sonstige | P/fett             | Pole-Position                                                    |
| sonstige | 1/2/3/4/5/6/7/8    | Punktplatzierung im Sprint-/Qualifikationsrennen                 |
| sonstige | SR/kursiv          | Schnellste Rennrunde                                             |
| sonstige | *                  | nicht im Ziel, aufgrund der zurückgelegten Distanz aber gewertet |
| sonstige | ()                 | Streichresultate                                                 |
| sonstige | unterstrichen      | Führender in der Gesamtwertung                                   |